# Joanne van der Leun
Joanne Pauline van der Leun (Utrecht, 1963) is een Nederlands criminoloog. Van der Leun is hoogleraar aan de Universiteit Leiden, waar ze van 2016 tot 2023 decaan van de rechtenfaculteit was.
Na haar eindexamen gymnasium-alfa in 1982 volgde Van der Leun een hbo-opleiding jeugdwelzijnswerk te Leeuwarden van 1982 tot 1986, waarna ze enige jaren als pedagogisch medewerker bij een astmacentrum werkte. In 1991 begon ze aan een studie Algemene Sociale Wetenschappen aan de Universiteit Utrecht, waar ze in 1995 afstudeerde; van 1994 tot 1997 was ze tevens onderzoeksassistent aan de UU. Van 1997 tot 2001 werkte ze aan de Erasmus Universiteit Rotterdam aan een proefschrift over de Nederlandse omgang illegale (irreguliere) immigratie, waar ze op 11 oktober 2001 op promoveerde; promotor was Godfried Engbersen. Het proefschrift, getiteld Looking for Loopholes: Processes of Incorporation of Illegal Immigrants in the Netherlands, werd in 2003 tevens uitgegeven door Amsterdam University Press.
Na haar promotie trad Van der Leun in dienst van de Universiteit Leiden, waar ze betrokken was bij het opzetten van de afdeling criminologie. Haar onderzoek richtte zich in het bijzonder op de wisselwerking tussen irreguliere migratie en criminaliteit en de criminalisering van migratie. In 2008 werd ze benoemd tot hoogleraar criminologie aan de Leidse rechtenfaculteit. Ze hield haar oratie, getiteld Crimmigratie: De versmelting van strafrecht en immigratiebeleid op het terrein van illegale migratie, op 11 december 2009. Van 2014 tot 2016 was ze wetenschappelijk directeur van het instituut voor strafrecht en criminolgoie van de Leidse rechtenfaculteit. Met ingang van 1 september 2016 werd Van der Leun benoemd tot decaan van de Faculteit der Rechtsgeleerdheid, als opvolger van Rick Lawson. Tijdens haar decanaat speelden onder meer de tijdelijke sluiting van de faculteit vanwege de coronapandemie en kwesties rondom de hoogleraren Paul Cliteur en Andreas Kinneging.
Van 2013 tot 2021 was ze lid van de Adviescommissie voor Vreemdelingenzaken (tegenwoordig Adviesraad Migratie) en van 2019 tot 2023 voorzitter van de landelijke Raad van Decanen Rechtsgeleerdheid.
In november 2022 was Van der Leun een van de universiteitsmedewerkers die een schilderij van Rein Dool waarop het eerste college van bestuur van de universiteit was afgebeeld van de muur haalde, naar eigen zeggen omdat er enkel mannen op het schilderij stonden en ze zich bovendien stoorde aan het feit dat de geportretteerden rookten. Het incident kwam haar op veel kritiek te staan.
Op 25 mei 2023 bood Van der Leun samen met de rest van het faculteitsbesteuur (onder wie vicedecanen Stefaan Van den Bogaert en Ton Liefaard) met ingang van 1 juli haar ontslag aan aan het college van bestuur van de Universiteit Leiden, omdat "de onderlinge verhoudingen binnen het faculteitsbestuur niet meer zodanig zijn dat het bestuur optimaal kan functioneren." Ze werd als decaan opgevolgd door Suzan Stoter, oud-decaan van de Erasmus School of Law.